# Steiropteris leprieurii
Steiropteris leprieurii là một loài dương xỉ thuộc họ Thelypteridaceae. Loài này được William Jackson Hooker mô tả khoa học đầu tiên năm 1862.